# Cuvry
Cuvry [kyvʁi] ist eine französische Gemeinde mit 1040 Einwohnern (Stand 1. Januar 2022) im Département Moselle in der Region Grand Est (bis 2015 Lothringen). Sie gehört zum Arrondissement Metz.

## Geographie
Die Gemeinde Cuvry liegt in Lothringen, am linken Ufer der Seille, etwa zehn Kilometer südlich von Metz und fünf Kilometer nordwestlich von Verny auf einer Höhe zwischen 167 und 198 m über dem Meeresspiegel. Das Gemeindegebiet umfasst 5,42 km².

## Geschichte
Die Ortschaft gehörte früher zum Bistum Metz.
Durch den Frankfurter Frieden vom 10. Mai 1871 kam die Region an das deutsche Reichsland Elsaß-Lothringen, und das Dorf wurde dem Landkreis Metz im Bezirk Lothringen zugeordnet. Die Dorfbewohner betrieben Getreide-, Kartoffel- und Ölsaatbau sowie Viehzucht.
Nach dem Ersten Weltkrieg musste die Region aufgrund der Bestimmungen des Versailler Vertrags 1919 an Frankreich abgetreten werden. Im Zweiten Weltkrieg war die Region von der deutschen Wehrmacht besetzt.
Das Dorf trug 1915–1919 und 1940–1944 den eingedeutschten Namen Kubern.

### Demographie
| Jahr      | 1962 | 1968 | 1975 | 1982 | 1990 | 1999 | 2007 | 2019 |
| Einwohner | 210  | 248  | 432  | 689  | 666  | 653  | 762  | 864  |

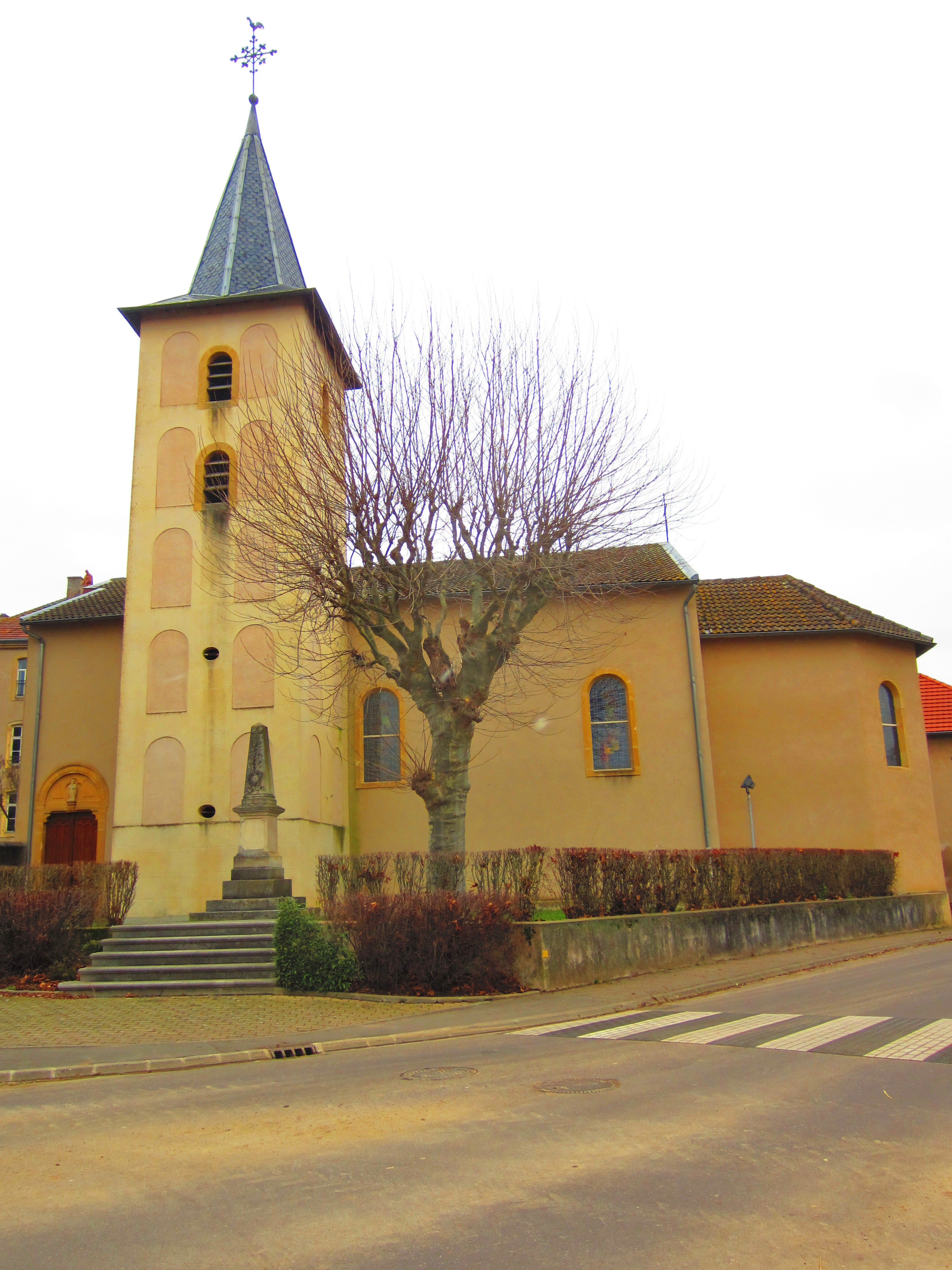
Kirche Saint-Martin
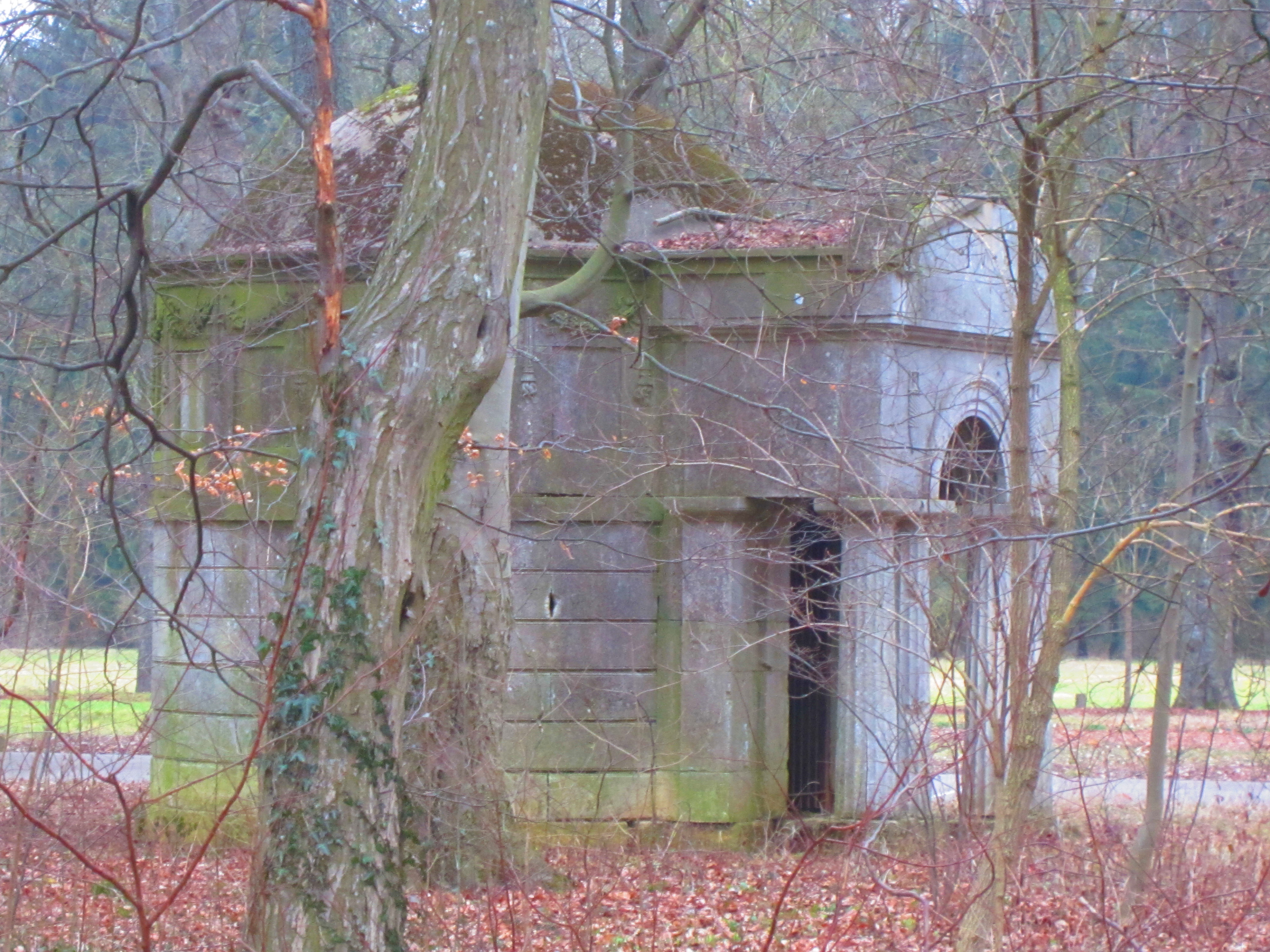
Oratoriumskapelle des kleinen Priesterseminars Saint-Vincent-de-Paul